# Aach (Badenia-Wirtembergia)
Aach – miasto w Niemczech, w kraju związkowym Badenia-Wirtembergia, w rejencji Fryburg, w regionie Hochrhein-Bodensee, w powiecie Konstancja, we wspólnocie administracyjnej Engen. Leży w odległości ok. 14 km od granicy ze Szwajcarią i niedaleko Jeziora Bodeńskiego.

## Historia
Pierwsza wzmianka o miejscowości pochodzi z 1100. Do 1150 osada była znana jako Oppidum Ach in Hegovia. Aach uzyskało prawa miejskie w 1283 z nadania Rudolfa I Habsburga. Przez kilka następnych wieków miasto było częścią Austrii Przedniej (Vorderösterreich). W 1499 niedaleko miasta odbyła się jedna z bitew wojny austriacko-szwajcarskiej. 25 lat później, w 1525, Aach było areną wojny chłopskiej, podczas której okoliczni arystokraci uciekając przed powstańcami, schowali się w mieście okupowanym następnie przez zbuntowanych chłopów. Powstanie zostało jednak opanowane już we wrześniu tego samego roku.
25 marca 1799 pod Aach w ramach wojen napoleońskich rozegrała się bitwa pomiędzy zwycięską Francją i Austrią. W 1805, po porażce III koalicji antyfrancuskiej, w skład której wchodziła Austria, w wojnie z Francją, Aach zostało przyłączone do Badenii, a wraz z nią w 1871 weszło w skład Cesarstwa Niemieckiego.
Po II wojnie światowej Aach znalazło się w Niemczech Zachodnich i weszło w skład nowego kraju związkowego – Badenia-Wirtembergia.

## Zabytki
- renesansowy ratusz

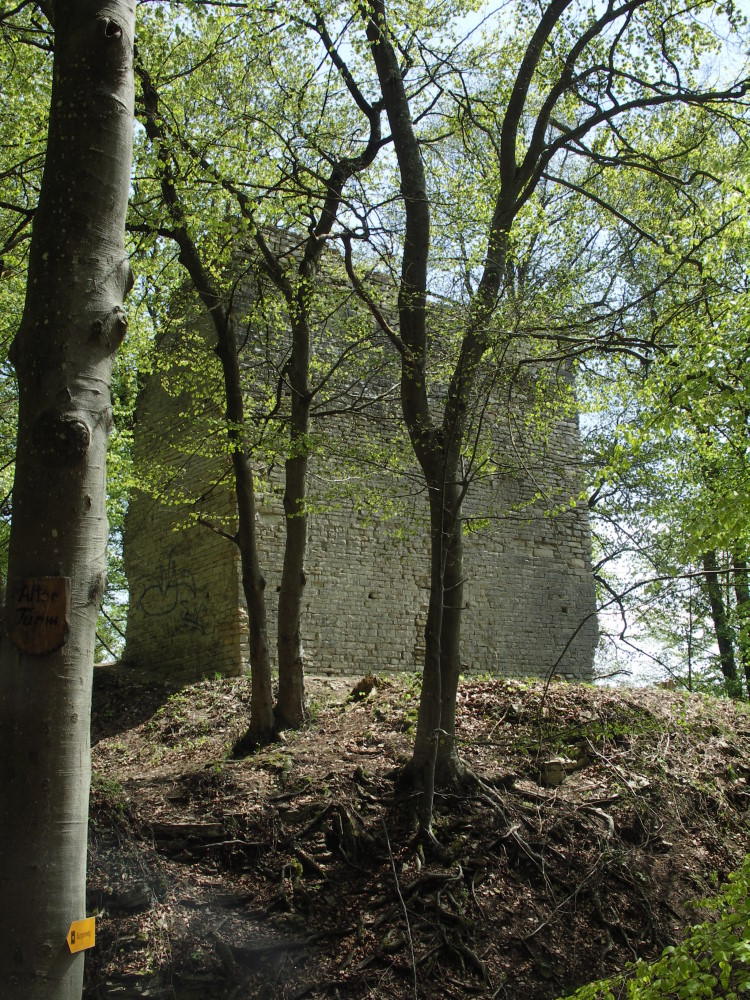
ruiny średniowiecznej baszty

- kościół parafialny św. Mikołaja (St. Nikolai) z 1150 z późniejszymi elementami barokowymi
- średniowieczne bramy miejskie
- ruiny średniowiecznej baszty

## Źródła
W okolicy miasta występują źródła uznawane za najbardziej obfite w Niemczech. Woda w źródłach pochodzi z Dunaju, którego część wsiąka w podłoże, płynie w postaci wód podskórnych, a następnie wypływa na powierzchnię. Źródła te dają początek rzece Radolfzeller Aach, która wpływa do Jeziora Bodeńskiego.